# Чайка, Станислав
Стани́слав Ча́йка (пол. Stanisław Czajka, 13.11.1897 г., Каменна, Царство Польское, Российская империя — 4.07.1965 г., Польша) — католический прелат, вспомогательный епископ Ченстоховы с 5 августа 1944 года по 4 июля 1965 год.

## Биография
Станислав Чайка родился 13 ноября 1897 года в населённом пункте Каменна, Царство Польское, Российская империя. После окончания Высшей духовной семинарии во Влоцлавке Станислав Чайка 13 июня 1920 года был рукоположён в священника. С 1927 по 1930 год обучался в Люблинском католическом университете, по окончании которого получил научную степень доктора канонического права. Был ректором ченстоховской семинарии.
5 августа 1944 года Римский папа Пий XII назначил Станислава Чайку вспомогательным епископом епархии Ченстоховы и титулярным епископом Центурии. 28 октября 1944 года состоялось рукоположение Станислава Чайки в епископа, которое совершил епископ Ченстоховы Теодор Кубина в сослужении с епископом Катовице Станиславом Адамским и титулярным епископом Дасцилиума Юлиушем Бенеком.